# 甲基异丁基醚
甲基异丁基醚（英語：isobutyl methyl ether），也称为1-甲氧基-2-甲基丙烷（英語：1-methoxy-2-methylpropane），是一种醚类有机化合物，结构简式CH3OCH2CH(CH3)2，常温常压下为无色液体，沸点58.6 °C。